# Nyodes sandersi
Nyodes sandersi là một loài bướm đêm trong họ Noctuidae.